# Antonio Fanelli
Antonio Fanelli (Bari, 29 maggio 1966) è un ex ciclista su strada, pistard e dirigente sportivo italiano. Ciclista professionista dal 1989 al 1996, non colse vittorie, ma ottenne alcuni piazzamenti: su strada fu secondo alla Coppa Sabatini 1989 e terzo al Giro di Campania e Giro dell'Appennino, entrambi nel 1990, e al Giro di Romagna 1991, mentre su pista fu medaglia di bronzo mondiale di mezzofondo nel 1992. Dopo il ritiro fu direttore sportivo della formazione femminile Chirio-Forno d'Asolo.

## Palmarès

### Strada
- 1984 (Juniores)

Campionati italiani, Prova in linea Juniores
- 1986 (dilettanti)

Campionati italiani, Prova in linea dilettanti
- 1987 (dilettanti)

Gran Premio Santa Rita
- 1988 (dilettanti)

Coppa Fiera di Mercatale

## Piazzamenti

### Grandi Giri
- Giro d'Italia

1990: 146º
1994: ritirato (13ª tappa)
1995: ritirato (9ª tappa)
- Vuelta a España

1994: 111º

### Classiche monumento
- Milano-Sanremo

1990: 27º
1995: 127º

### Competizioni mondiali
- Campionati del mondo su pista

Valencia 1992 - Mezzofondo Prof.: 3º
Hamar 1993 - Mezzofondo Prof.: 4º
Palermo 1994 - Mezzofondo Prof.: 8º